# مقاطعات إيطاليا

مقاطعات إيطاليا

المقاطعة (بالإيطالية : provincia) هو تقسيم إداري في إيطاليا، وسيط بين البلدية (comune) والإقليم (regione).
فالمقاطعة تتألف من العديد من البلديات، وتشكل عدة مقاطعات الإقليم.
يبلغ عدد المقاطعات 109 (إقليم فالي دا أوستا هو الوحيد الذي لا يوجد به مقاطعات) : المهام الإدارية للمقاطعة تقدمها لها الحكومة الإقليمية.
تسمى كل مقاطعة باسم عاصمتها (عدا مقاطعة أُليَستِرة في سردينيا).
لمزيد من المعلومات العامة عن المقاطعات :
- قائمة معلومات بالأرقام عن كل مقاطعات إيطاليا

## مقاطعاتأبرتسة
- بسكارة
- تِرامة
- كييتي
- لاكويلا

## مقاطعاتأُمبرية

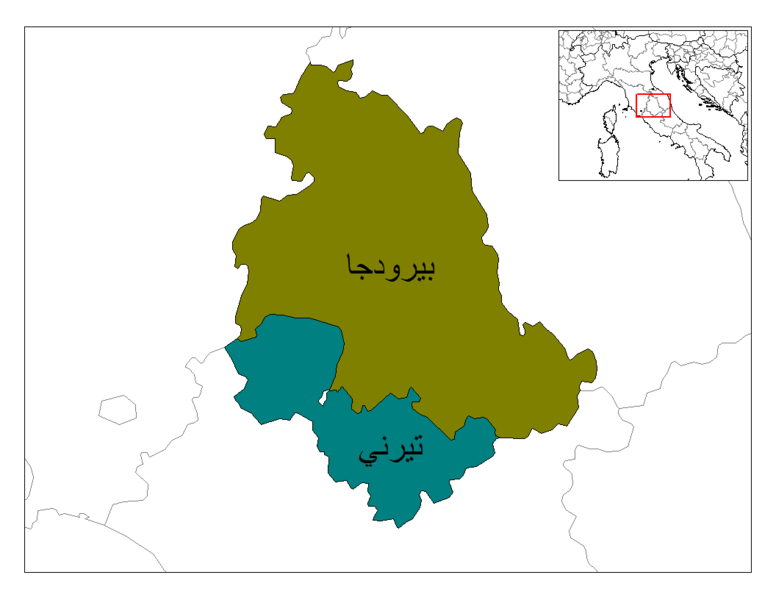
مقاطعات أُمبِرية.

- بِروجة
- تِرنة

## مقاطعاتإميليا رومانيا

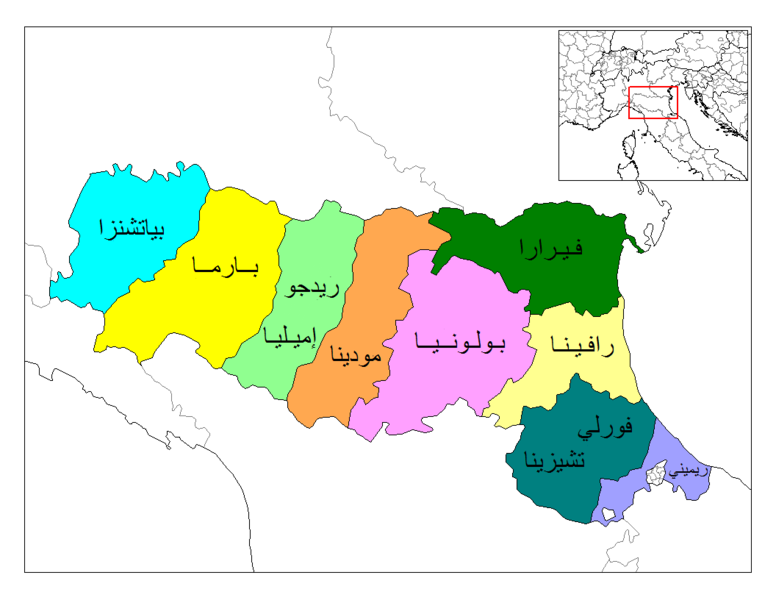
مقاطعات إميليا رومانيا.

- بارما
- بولونيا
- بِيَشِنزة
- ربنة
- ريدجو إميليا
- ريميني
- فورلي تشيزينا
- فِرَّارة
- مُودِنة

## مقاطعاتبزلكاتة

مقاطعتا بَزِلِكاتة.

- بُتِنسة
- متيرة

## مقاطعاتبولية

بولية و مقاطعاته

- برلنت أندرة طرانة
- باري
- ابرندس
- طارنت
- فُدجة
- ليتشي

## مقاطعاتبيمُنتة

مقاطعات بيمنُتة.

- أستي
- ألساندريا
- بييلا
- تورينو
- فربانو كوزيو أوسولا
- فِرشِلَّة
- كُونِية
- نُفَارة

## مقاطعاتكلبرية

قلورية

- قطنصار
- كُزِنسة
- كروتوني
- رية كلبرية
- فيبو فالينتيا

## مقاطعاتكمبانية

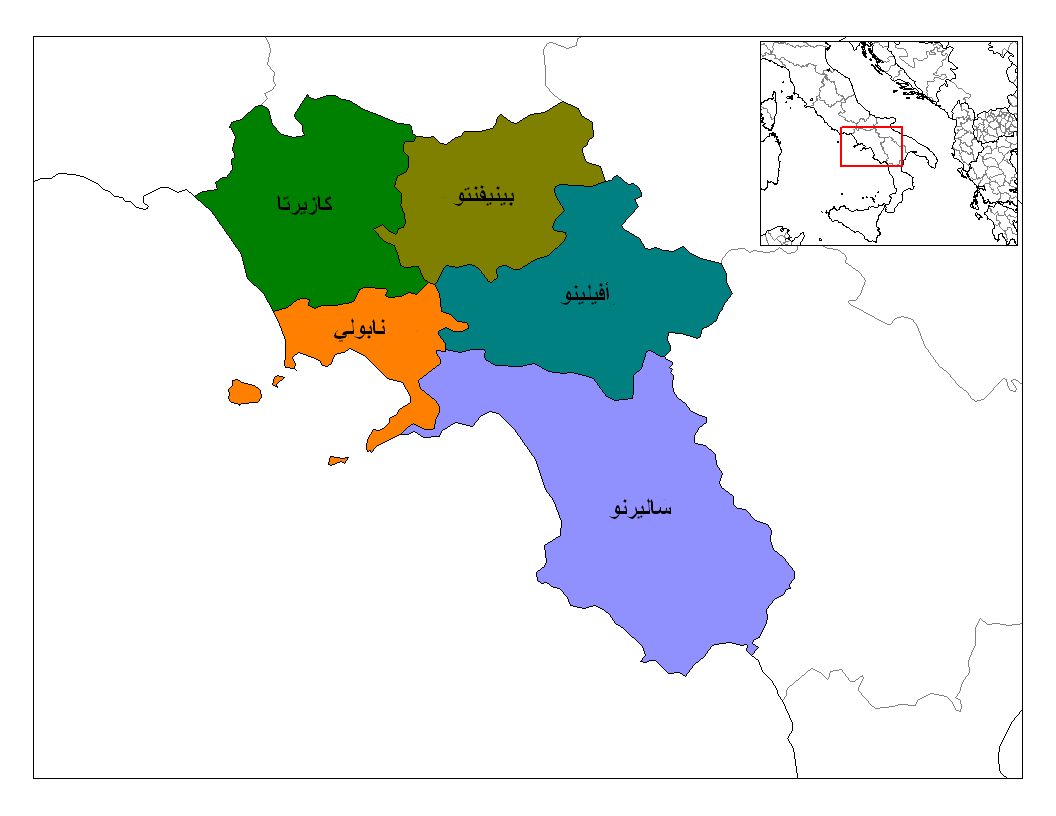
مقاطعات كمبانية.

- أبلينة
- بنبنت
- كزِرتة
- نابُل
- سلرنو

## مقاطعاتفريولي فينيتسيا جوليا

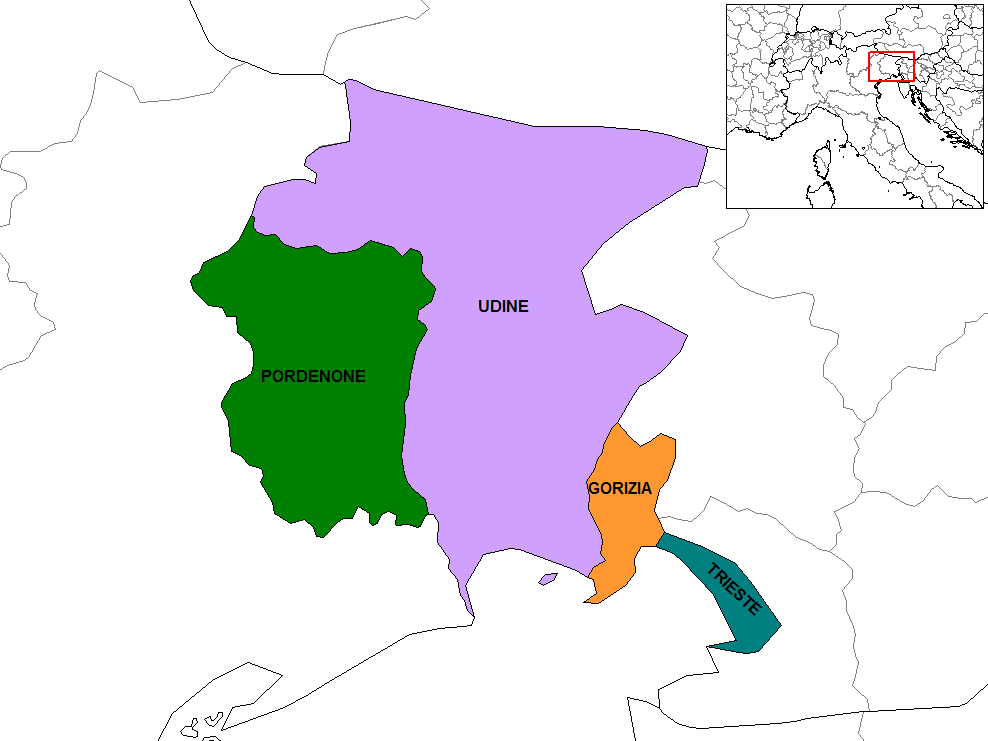
Provinces of Friuli-Venezia Giulia.

- غُرِتسِية
- بُردِنونة
- ترييستي
- أُدينَة

## مقاطعاتلاتسيو

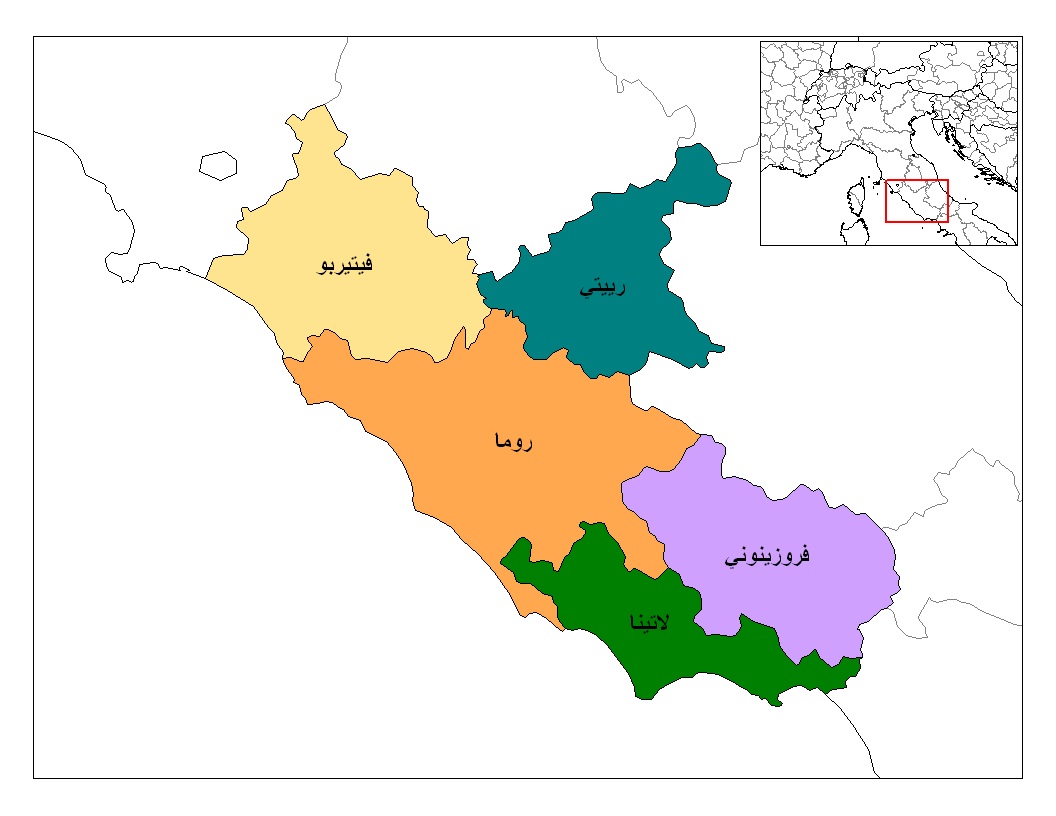
مقاطعات لُتسِية.

- فروزينوني
- لاتينا
- ريتة
- روما
- فِتربة

## مقاطعاتلغرية

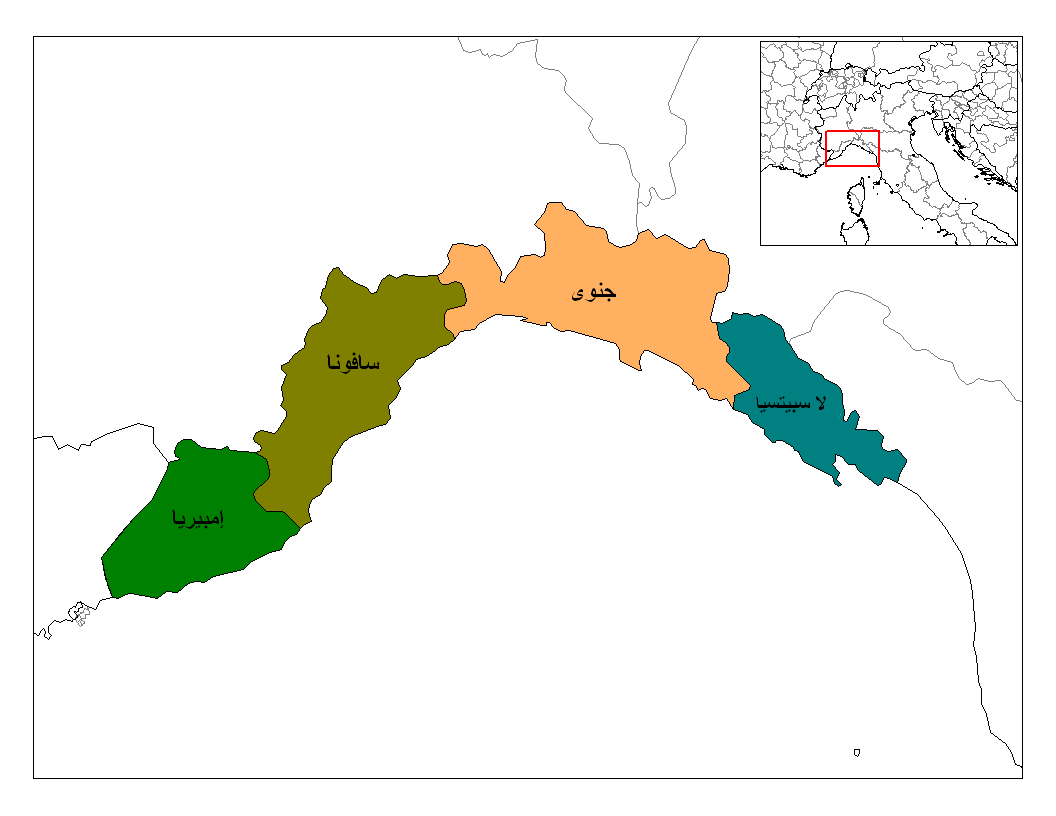
مقاطعات لِغُرية.

- جنوة
- إمبرية
- لا سبيتسيا
- سفونة

## مقاطعاتلُمبَردِية

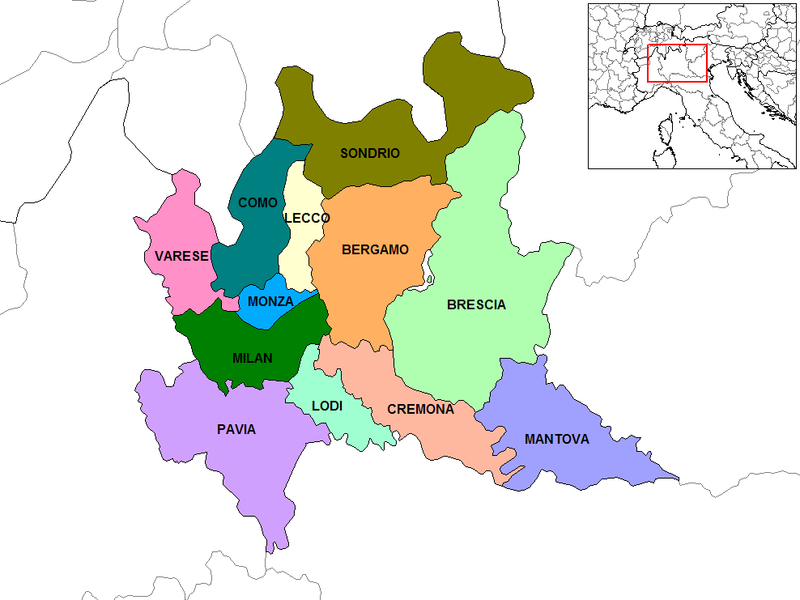
لُمبردية

- بيرغامو
- بريشا
- كومو
- كَرِمونة
- ليكو
- لودي
- منتوة
- ميلانو
- منزا وبريانسا
- بابية
- سندرية
- فَريِزة

## مقاطعاتماركي

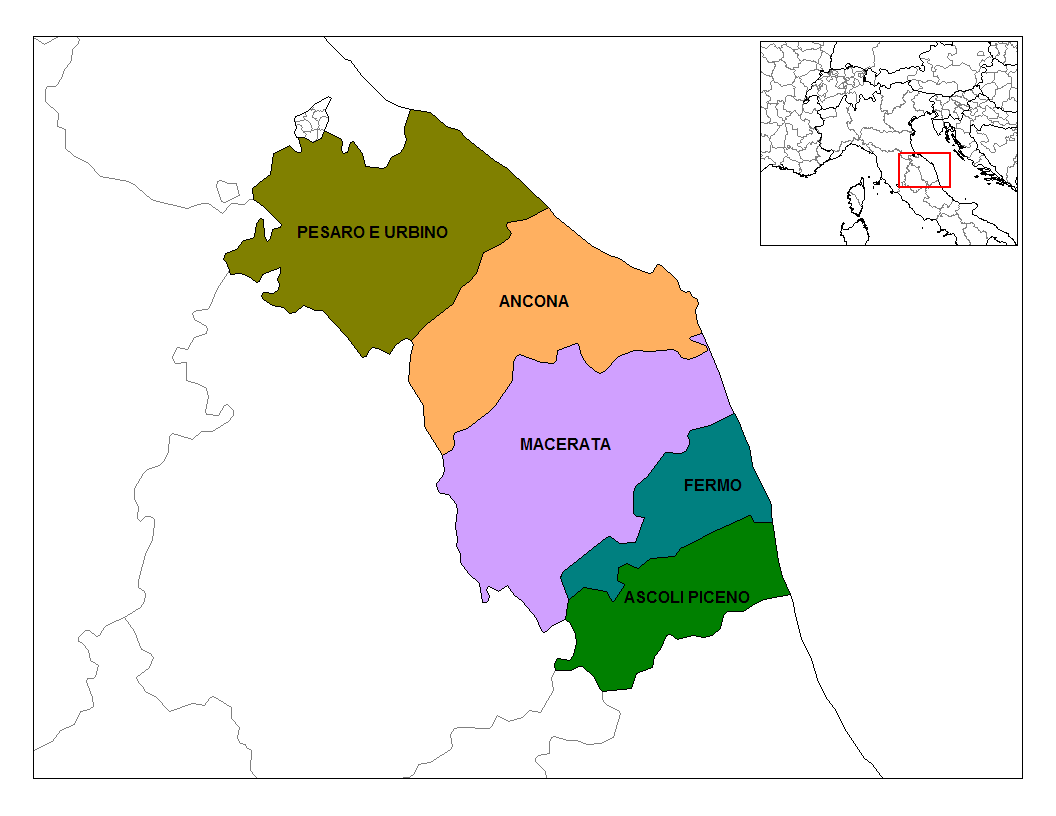
Provinces of Marche.

- أنكونة
- أسكولي بيتشينو
- فرمة
- مشراتة
- بيسة وأربينة

## مقاطعاتمليزة

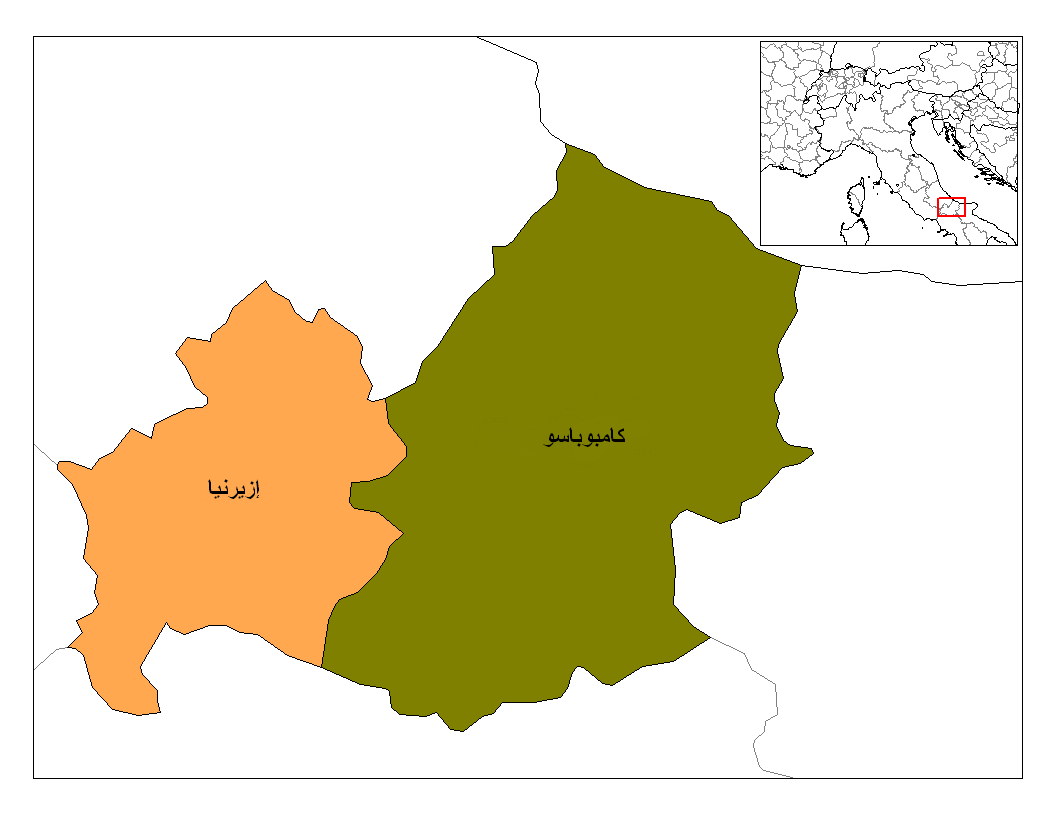
مقاطعات مُليزة.

- كَمبُباسة
- إزرنية

## مقاطعاتسردينية

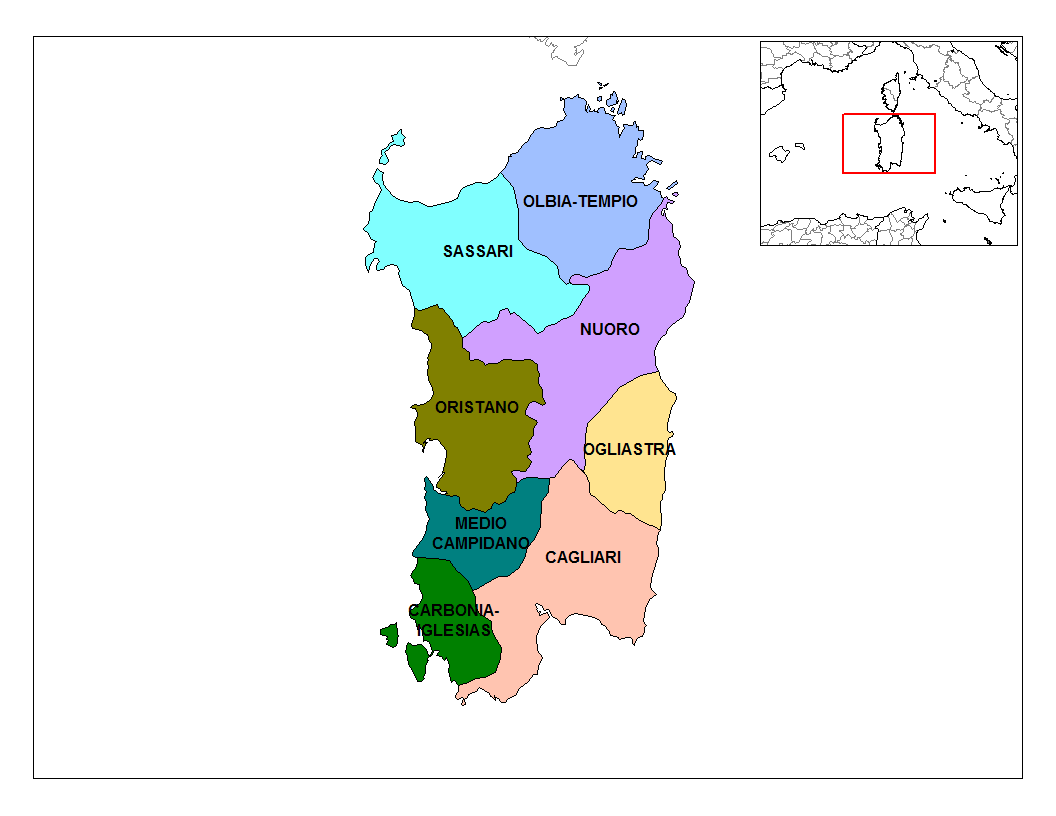
مقاطعات سردينية

- كليارة
- كاربونيا إغليزياس
- ميديو كامبيدانو
- نوورو
- أُليسترة
- أولبيا تمبيو
- أوريستانو
- سَسارة

## مقاطعاتصقلية

مقاطعات صقلية

- جرجنت
- قلعة النساء
- قطانية
- قصر يانه
- مسينة
- بلرم
- رغوس
- سرقوسة
- طرابنش

## مقاطعاتترينتينو ألتوأديجي

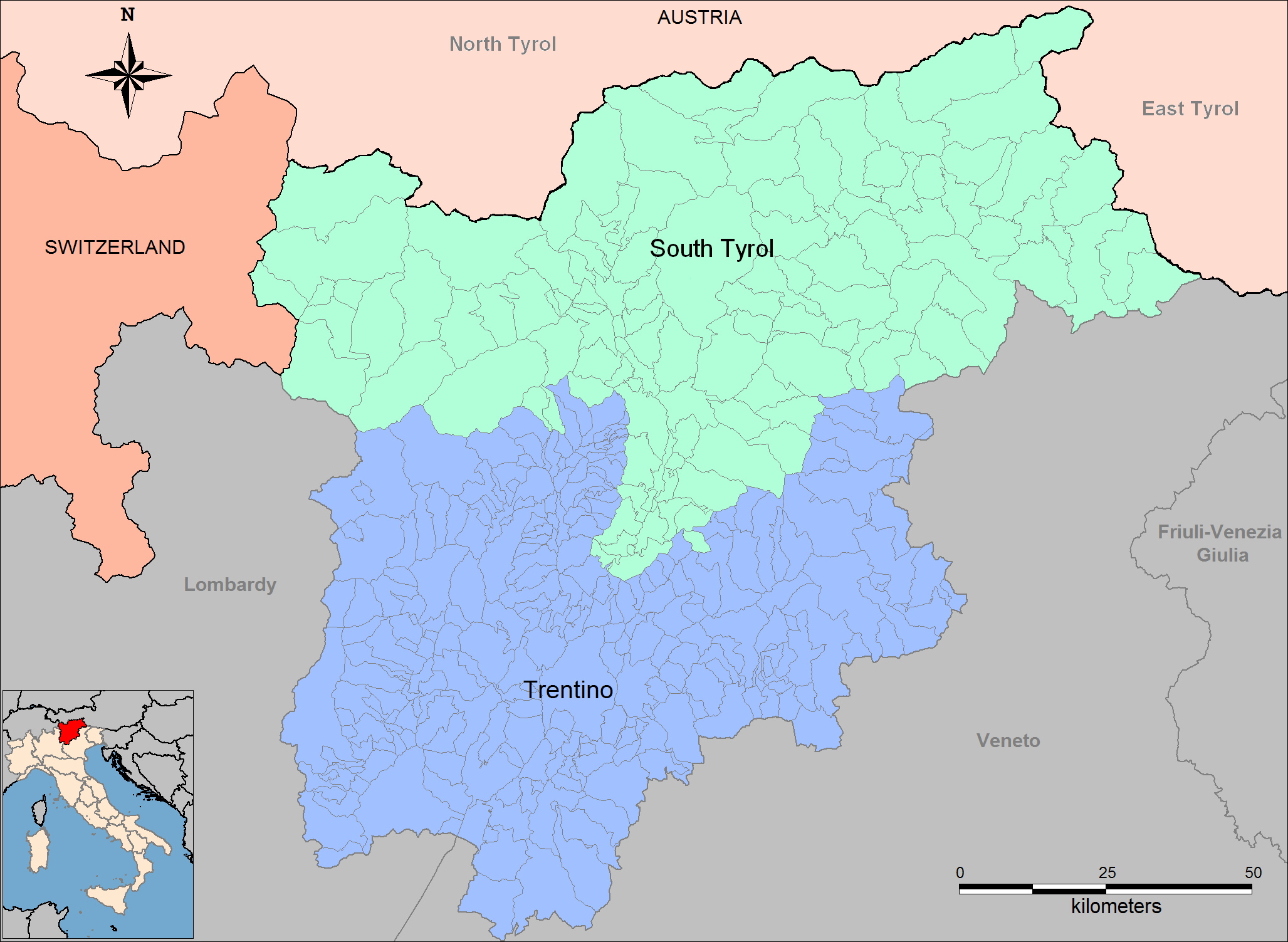
Provinces of Trentino-Alto Adige/Südtirol.

- بُلسانة
- ترينتو

## مقاطعاتتُسكانة

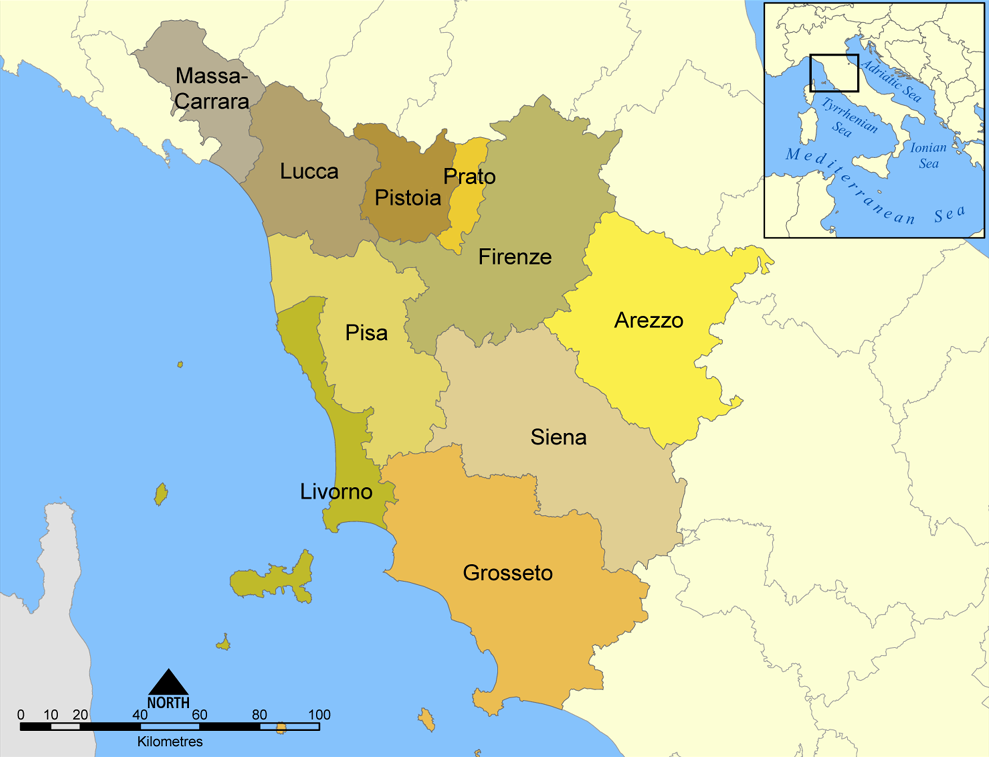
مقاطعات تُسكانة

- أرِتسة
- إفلورنسة
- غروسيتو
- لِفُرنة
- لكة
- ماسا كرارا
- بيزا
- بستويا
- براتو
- سيينا

## مقاطعاتفِنيتة

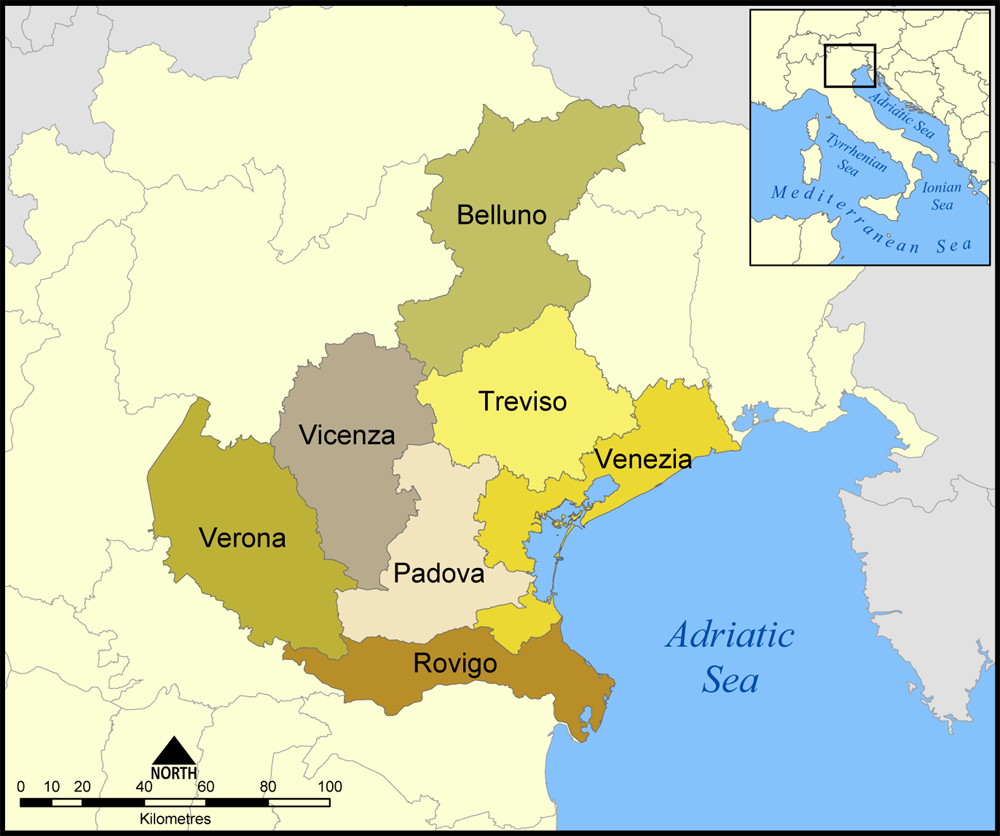
Provinces of Veneto.

- بِلونة
- باذوة
- رُفيغة
- تريفيزو
- البندقية
- فيرونا
- فِشِنزة

## وادي أغشت

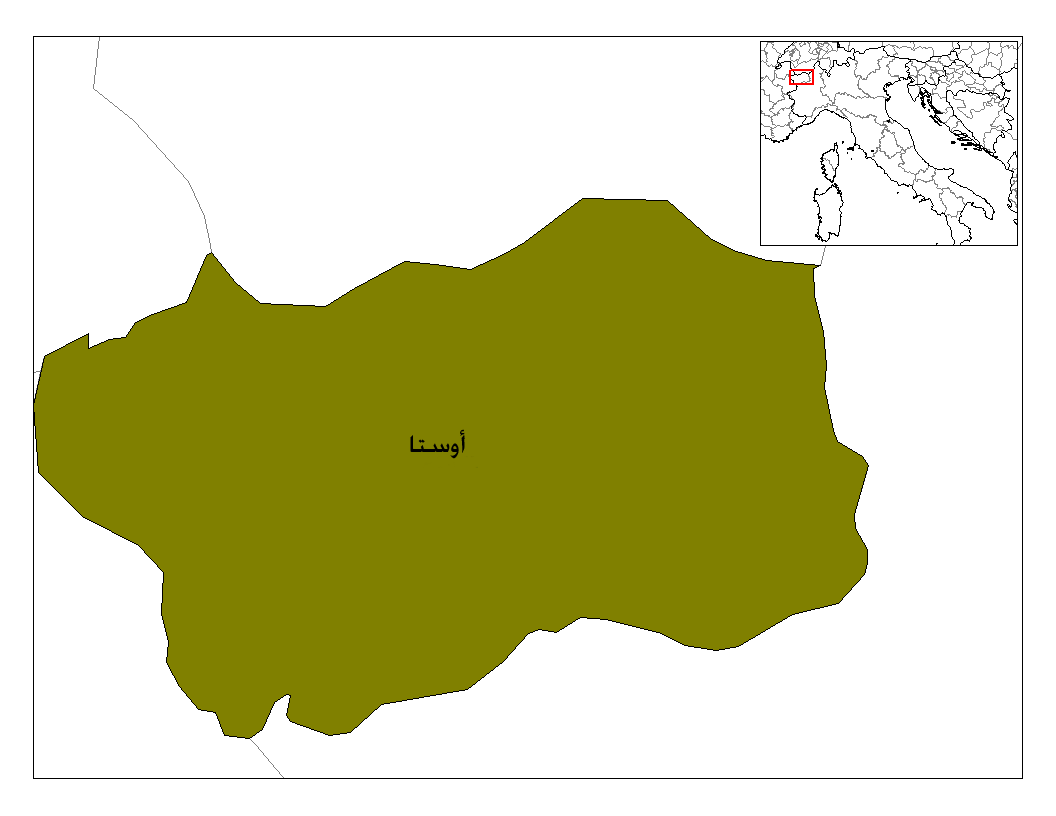
إقليم أغشت

- أغشت